# Alexander Uber
Alexander Uber (Breslau avui Wrocław, Polònia, 1783 - Breslau, 1824) fou un violinista i compositor alemany. Era fill de Christian Benjamin i germà de Friederich Christian també músics i compositors.
Fou mestre de capella del príncep Schóudich-Karolath i es distingí com a excel·lent violinista. Les seves obres principals són: 
- un concert per a violoncel;
- variacions per al mateix instrument amb acompanyament de quartet d'arc o orquestra;
- un septimí per a clarinet, corn, violí, dues violes i dos violoncels;
- variacions per a instruments de vent, lieder, etc..